# Viaduc Gorsexio
Le viaduc Gorsexio est un viaduc autoroutier italien portant l'autoroute A26 (section faisant partie de la route européenne E25) à la frontière entre les municipalités de Gênes et Mele.
Il traverse la vallée de la rivière Gorsexio, qui lui a donné son nom.

## Histoire
Le viaduc, commandé par la société Autostrade, a été conçu par les ingénieurs Silvano Zorzi, Giorgio Grasselli et Enrico Faro de la société IN. CO., et construit de 1972 à 1978 par le Cooperativa Muratori e Cementisti de Ravenne.
L'autoroute a été ouverte à la circulation le 11 août 1977 ; à cette date, le viaduc de Gorsexio n'était praticable que sur la chaussée sud. La chaussée nord a été achevée et ouverte à la circulation en juin 1978.

## Caractéristiques

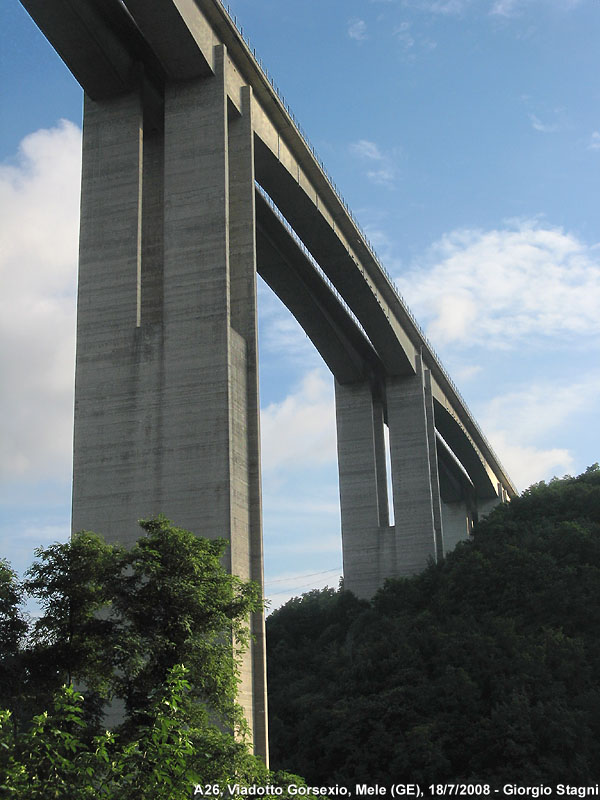
Détail des piles.

Il a été conçu en béton armé précontraint, mesure 672 mètres de long et est constitué de 6 travées pour une portée principale de 144 mètres. Sa hauteur au dessus de l'eau / fond de vallée de 177 mètres.
Les piles, qui dans la partie inférieure ont une structure unique, pour les 40 mètres supérieurs se composent de deux lattes combinées pour chacune des deux chaussées ; de cette manière, leur flexibilité permet d'amortir les déformations du tablier. La pile centrale a une hauteur de 172 mètres.
Le pont en poutre se compose de deux chaussées à deux voies pour les deux sens de circulation, pour une largeur de 13,05 mètres. Au cours des derniers 207,60 mètres à l'extrémité du viaduc en direction d'Alexandrie, la chaussée est élargie à 16,55 m, pour accueillir les voies d'accélération et de décélération vers la zone de service voisine.
La structure, entièrement en béton armé, a été entièrement coulée en place ; les piles ont été érigées par un coffrage grimpant, tandis que le tablier a été construit en porte-à-faux. Les parties supérieures des pieux et le tablier sont en béton précontraint.